# Beybienkoa guttifera
Beybienkoa guttifera är en kackerlacksart som först beskrevs av Walker, F. 1868.  Beybienkoa guttifera ingår i släktet Beybienkoa och familjen småkackerlackor. Inga underarter finns listade.